# Jorottui ipuanai
Genre
Espèce
Jorottui ipuanai, unique représentant du genre Jorottui, est une espèce d'amblypyges de la famille des Paracharontidae.

## Distribution
Cette espèce est endémique du département de La Guajira en Colombie. Elle se rencontre à Hatonuevo dans la Serranía de Bañaderos dans des grottes.

## Description
La femelle holotype mesure 11,1 mm, les mâles mesurent de 7,17 à 10,33 mm et les femelles de 9,95 à 11,1 mm.

## Systématique et taxinomie
Cette espèce a été décrite par Moreno-González, Gutiérrez-Estrada et Prendini en 2023.
Ce genre a été décrit par Moreno-González, Gutiérrez-Estrada et Prendini en 2023 dans les Paracharontidae.

## Étymologie
Cette espèce est nommée en l'honneur de Ramón Paz Ipuana.

## Publication originale
- Moreno-González, Gutiérrez-Estrada & Prendini, 2023 : « Systematic Revision of the Whip Spider Family Paracharontidae (Arachnida: Amblypygi) with Description of A New Troglobitic Genus and Species from Colombia. » American Museum Novitates, no 4000, p. 1-36 (texte intégral).